# Entamoeba invadens
Entamoeba invadens ist ein parasitisches Protozoon, das bei Reptilien eine schwere, invasiv verlaufende Infektionskrankheit verursacht. Es ist in seinem Lebenszyklus und seinen krankheitsauslösenden Mechanismen der Amöbe Entamoeba histolytica beim Menschen und anderen Säugetieren sehr ähnlich, weshalb Entamoeba invadens als Modellorganismus zur Erforschung der humanen Amöbenruhr und invasiver Amöbenerkrankungen verwendet wird. Entamoeba invadens infiziert häufig Schlangen, Echsen und Schildkröten in Gefangenschaft. Eine unsaubere Haltung mehrerer Tiere begünstigt die Übertragung.

## Erkrankung
Entamoeba invadens verursacht die Amöbiasis (auch Darmfäule genannt) bei Reptilien, bei privat gehaltenen Schlangen ist sie für 5 bis 10 % der Todesfälle verantwortlich. Der Erreger besitzt je nach Stamm eine unterschiedlich ausgeprägte Pathogenität. Die Erreger gelangen als vierkernige Zyste in den Darm und entwickeln sich dort zu beweglichen Trophozoiten. Diese dringen durch die Darmwand und breiten sich in weiteren Organen aus. Tiere, besonders Schildkröten, können latent ohne Anzeichen einer Erkrankung infiziert sein, wobei die Trophozoiten ohne Invasion im Darm als Kommensale verbleiben. Von diesen Tieren können immer wieder Neuinfektionen und eine weitere Verbreitung der Erreger ausgehen.
Wenige Tage nach Infektion treten eine Nahrungsverweigerung und eventuell Erbrechen als erste Symptome auf. Es kann zu kolikartigen Krämpfen, einer Enteritis und blutig tingierten Stühlen durch eine nekrotische Entzündung des Dickdarms kommen. Eine blutverschmierte Kloake ist bei Schlangen ein typisches Erkrankungszeichen. Im Verlauf werden weitere Organe wie Nieren und Leber befallen, zum Teil findet man Abszesse und schwere Nekrosen in der Leber und eine Myositis der Skelettmuskulatur. Häufig kommt es zu bakteriellen Sekundärinfektionen. Der Tod tritt nach drei bis sechs Wochen ein.

## Zellteilung
Bei der Untersuchung von Entamoeba invadens stellten David Biron vom Weizmann-Institut für Wissenschaften und seine Mitarbeiter fest, dass etwa ein Drittel der Zellen nicht in der Lage ist, sich ohne Hilfe zu teilen, und eine benachbarte Amöbe (die so genannte „Hebamme“, englisch midwife) anheuert, um die Spaltung zu vollenden. Die Forscher beobachteten, dass nach der Zellteilung die beiden Tochterzellen durch ein röhrenförmiges Band verbunden bleiben. Dieses bleibt intakt, solange es nicht mechanisch durchtrennt wird.
Nachdem sie dazu „aufgefordert“ wurde, bewegt sich eine benachbarte Hebammen-Amöbe bis zu 200 μm auf die in diesem Endstadium der Teilung befindliche Amöbe zu. Dabei bewegt sie sich in der Regel in einer geraden Bahn mit einer durchschnittlichen Geschwindigkeit von etwa 0,5 μm/s. Die Hebamme reißt dann die Verbindung auf, woraufhin sich alle drei Amöben unabhängig voneinander weiterbewegen.
Ein ähnliches Verhalten wurde auch bei dem Schleimpilz Dictyostelium beobachtet.

## Zystenbildung und Meiose
Da Entamoeba histolytica nur in Anwesenheit von Bakterien Zysten bildet, wurde E. invadens als Modell für Studien zur Zystenbildung ausgewählt. Diese Entamoeba-Art bildet Zysten unter axenischen Wachstumsbedingungen (d. h. in Reinkultur, insbesondere ohne Bakterien), was die Analyse vereinfacht.
Nach dem Auslösen der Zystenbildung (Enzystation) in E. invadens nimmt die DNA-Replikation zunächst zu und verlangsamt sich dann wieder.
Nach Abschluss der Enzystation bilden sich überwiegend vierkernige, sowie (in geringerem Maß) auch einige ein-, zwei- und dreikernige Zysten.
Studien an E. invadens ergaben, dass während der Umwandlung vom tetraploiden, ungeschlechtlichen Trophozoiten zur vierkernigen Zyste die homologe Rekombination verstärkt wird.
Die Expression von Genen mit Funktionen, die mit den wichtigsten Schritten der meiotischen Rekombination zusammenhängen, nahm während der Zystenbildung ebenfalls zu.

## Übertragung
Die Übertragung erfolgt durch fäkal-orale Schmierinfektion, zum Teil indirekt über Ameisen, Schaben, Fliegen oder Kontaktflächen (Hände, Futterstellen, Fangzangen) oder als direkte fäkal-orale Übertragung durch Aufnahme von kontaminiertem Kot. Wird die Übertragung in einer Population nicht unterbunden, kann eine Enzootie mit einem pathogenen Stamm zum Tod aller Tiere in einer Haltung führen. Infektiös sind die vierkernigen Amöbenzysten. Vor Einbringung neuer Tiere ist eine Quarantäne von acht Wochen notwendig, in der eine vorbeugende medikamentöse Behandlung empfehlenswert sein kann.

## Diagnose und Therapie
Die Diagnose kann durch den mikroskopischen Nachweis der vierkernigen Zysten im Kloakenabstrich gestellt werden. Ein direkter Erregernachweis mittels PCR aus Stuhl und Gewebeproben ist möglich. Die Infektion kann mit Metronidazol als Mittel der Wahl für eine Dauer von 10 bis 12 Tagen (bis zum Absterben aller verbliebenen Trophozoiten) behandelt werden. Als Alternative kommt Dimetridazol in Betracht. Die Behandlung muss sich auf alle Tiere einer Haltung erstrecken und unter strikten Hygienebedingungen durchgeführt werden, um eine ständige Neuinfektion zu verhindern.